# Silybum eburneum
Silybum eburneum, jedna od dvije vrste biljaka iz roda osloboda, porodica glavočika. Raste po Španjolskoj i sjeverozapadnoj Africi (Tunis, Alžir, Maroko)
To je trnovita jednogodišnja biljka koja cvate u kasno pročjeće i ljeto. Primamljiva je za pčele, leptire i ptice.

## Sinonimi
- Mariana eburnea Pau
- Silybum eburneum subsp. hispanicus (Willk.) Malag.
- Silybum hispanicum Loscos & J.Pardo